# ネルソン・ジョンソン

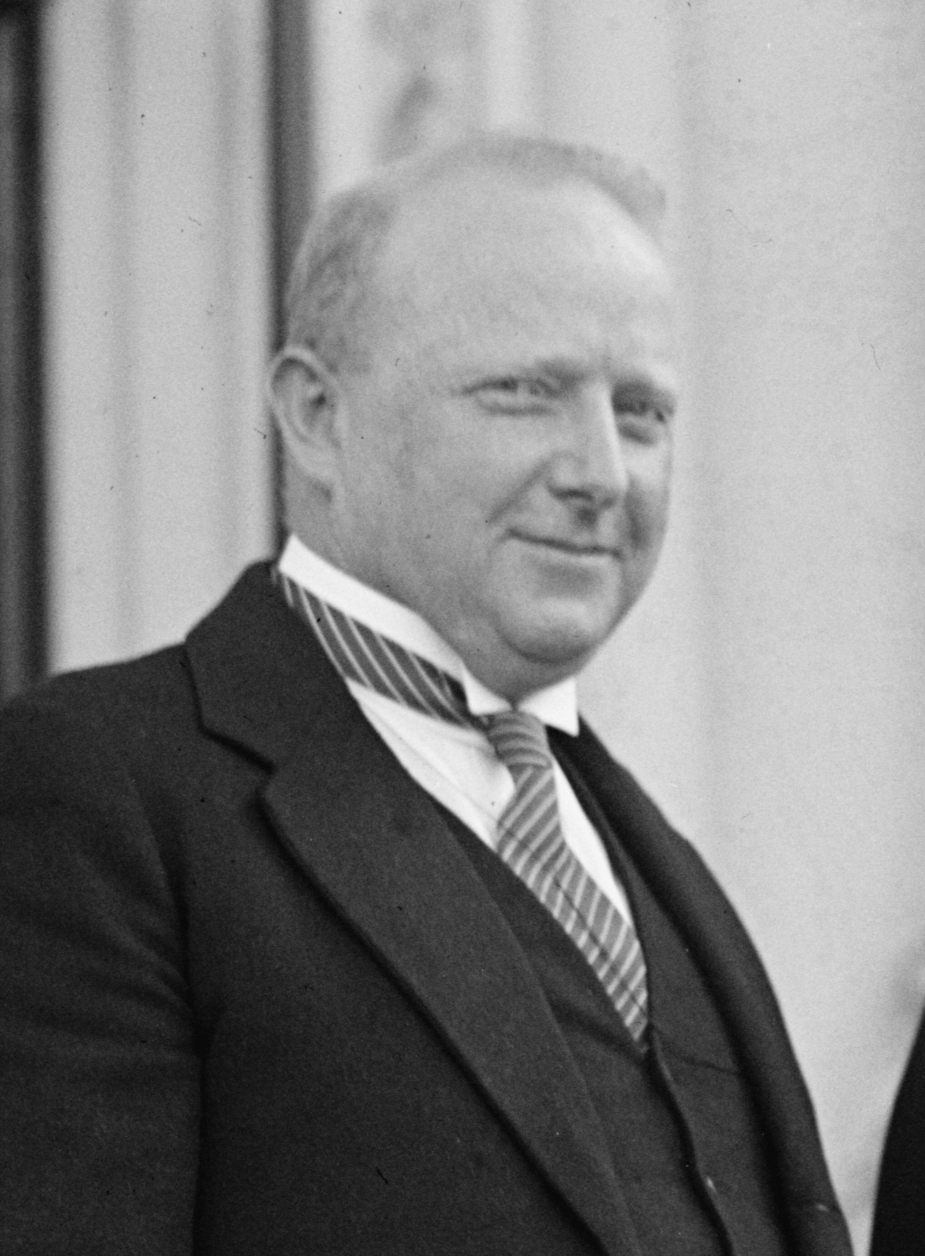
ネルソン・トラスラー・ジョンソン

ネルソン・トラスラー・ジョンソン（Nelson Trusler Johnson, 1887年4月3日 - 1954年12月4日）は、アメリカ合衆国の外交官。

## 生い立ち
1887年4月3日、ジョンソンはワシントンD.C.のイースト・キャピタル・ストリート1丁目（現在の合衆国最高裁判所の一部）にあった長屋で誕生した。父親はインディアナ州出身の弁護士ジェレミア・ジョンソン (Jeremiah Johnson, 1857-1936) 、母親は同じくインディアナ州出身のサロメ・トラスラー (Salome Trusler, 1865-1924) であった。
ジョンソンはオクラホマ州のニューカークおよびキルデアで若年期の多くを過ごした。その後ジョンソンはシドウェル・フレンズ・スクールを卒業するためワシントンD.C.に戻り、ジョージ・ワシントン大学へ進学した。ジョンソンはデルタ・タウ・デルタに参加した。

## 国務省での活動
ジョンソンは大学1年生のとき、居住地をオクラホマ州に移して外交官試験を受けた。ジョンソンは外交官試験に合格し、オクラホマ州を出身州として外交官への任命を受諾した。ジョンソンは政府内において成年期を過ごした。ジョンソンは中国を中心とする極東地域を担当した。ジョンソンは国務省において見習通訳官を経て領事館官吏となった。ジョンソンは1914年に上海領事館で副領事、1916年から1917年に長沙領事館で領事を務めた。そして1925年に極東部の部長となった。
ジョンソンは1927年から1929年まで国務次官補を務め、1929年に駐中華民国公使となった。ジョンソンは1935年に同大使に昇格し、1941年まで同職を務めた。
ジョンソンは国務省で極東担当部長に就任して以来、アメリカの対中政策についての立案を担当し続けた。ジョンソンはカルビン・クーリッジ政権、ハーバート・フーヴァー政権、フランクリン・ルーズベルト政権の対中政策に影響を与えた。ジョンソンはアメリカの利益に反しない範囲内で、可能な限り中国の主権回復をするよう主張した。

## 私生活
駐中国公使在任中、ジョンソンはジェーン・オーガスタ・ワシントン・ソーントン・ベック (Jane Augusta Washington Thornton Beck, 1900-1991) と結婚した。ジェーンはワイオミング州の開拓者ジョージ・ワシントン・ソーントン・ベックの娘であった。2人は北京において挙式をし、1931年10月10日に天津の合衆国領事館で手続きを行った。
ジョンソンは1933年に週刊誌タイムの表紙に取り上げられた。
ジョンソンは1954年12月4日にワシントンD.C.で死去した。ジョンソンの遺体はワシントンD.C.のロッククリーク墓地に埋葬された。